# Districtul Karonga
Karonga este un district  în   statul Malawi. Reședința sa este orașul Karonga.